# Acropora japonica
Acropora japonica är en korallart som beskrevs av Veron 2002. Acropora japonica ingår i släktet Acropora och familjen Acroporidae. IUCN kategoriserar arten globalt som otillräckligt studerad. Inga underarter finns listade i Catalogue of Life.